# Hans Räwel
Hans Räwel (ur. 11 grudnia 1941 w Stralsundzie, zm. 1 stycznia 1963 w Berlinie) – ofiara śmiertelna Muru Berlińskiego, zastrzelony przez żołnierzy wojsk granicznych NRD podczas próby ucieczki przez Sprewę do Berlina Zachodniego. 

## Życiorys
Hans Räwel dorastał na Rugii pomagając już od dzieciństwa wraz z rodzeństwem w należącej do rodziców piekarni. W 1957 r. rodzina przejęła piekarnię w Berlinie Wschodnim, w której po ukończeniu szkoły Räwel uczył się pełnoetatowego zawodu piekarza. Ojciec i rodzeństwo opuścili NRD jeszcze przed budową muru, sam Räwel podjął decyzję o przesiedleniu niezwłocznie po ukończeniu nauki.  

## Ucieczka
Noc sylwestrową 1962/1963 Räwel spędził wraz ze znajomą w jednym z lokali w dzielnicy Treptow. Drogi obojga rozeszły się około godziny 4:00 nad ranem, Räwel udał się z kolei w pobliże mostu Oberbaumbrücke, gdzie wszedł do Sprewy, usiłując przepłynąć rzekę wpław. Około godziny 6:15 uciekiniera zauważyli pełniący służbę na łodzi patrolowej żołnierze wojsk granicznych, którzy natychmiast wszczęli pościg osaczając tegoż podczas próby sforsowania znajdującej się pośrodku rzeki przeszkody z wbitych w dno drewnianych pali. Po pokonaniu okrężnej drogi długości 300 metrów łódź zbliżyła się do uciekającego. Żołnierze oddali z bliskiej odległości liczne strzały, wskutek których śmiertelnie ranny Hans Räwel natychmiast utonął. Tego samego poranka niedaleko miejsca niniejszego zdarzenia udała się ucieczka innemu obywatelowi NRD.
Świadkami wypadków byli dwaj pełniący służbę na nabrzeżu Berlina Zachodniego policjanci, którzy czując się zagrożonymi również otworzyli ogień, trafiając przy tym sternika łodzi. Użycie broni wywołało pomiędzy dwoma państwami niemieckimi falę zadrażnień na tle politycznym. W doniesieniach prasowych NRD przytoczono wypowiedź ministerstwa obrony o próbie zabójstwa strażnika granicznego, strona zachodnia oszacowała z kolei strzały policjantów jako całkowicie uzasadnione. 
W wyniku mającego miejsce w kwietniu 1994 r. procesu, sąd uznał trzech znajdujących się wówczas na łodzi żołnierzy winnymi zabójstwa. O zabitym przypomina dziś jeden z krzyży pamięci umieszczonych na nabrzeżu w pobliżu budynku Reichstagu.

## Literatura
- Christine Brecht: Hans Räwel, in: Die Todesopfer an der Berliner Mauer 1961–1989, Berlin 2009, S. 123–125.